# Saintes-Maries-de-la-Mer
(Les) Saintes-Maries-de-la-Mer (okzitanisch Lei Santei Marias de la Mar) ist eine Gemeinde mit 2278 Einwohnern (Stand 1. Januar 2022) im französischen Département Bouches-du-Rhône, einem Teil der Region Provence-Alpes-Côte d’Azur. Saintes-Maries-de-la-Mer ist die westlichste Gemeinde des Départements Bouches-du-Rhône. Da zu der Gemeinde weitläufige Naturschutzgebiete an der Rhonemündung gehören, hat sie bei einer Fläche von 374,6 km² eine selbst für französische Verhältnisse außerordentlich geringe Bevölkerungsdichte. Sie liegt im Regionalen Naturpark Camargue. Dieser Ort in der Landschaft Camargue ist ein alter Wallfahrtsort, der heute stark durch den Tourismus geprägt wird.

## Geschichte
Erwähnt wird Saintes-Maries (so die Kurzform) erstmals bereits im 4. Jahrhundert als Sancta Maria de Ratis. Césaire von Arles vermachte diese Siedlung im Jahre 542 testamentarisch einem Kloster; danach wurde der Ort als Saintes Maries (oder Notre-Dame) de la Barque bezeichnet. 859/860 zogen Wikinger auf einem ihrer Beutezüge von hier aus Rhone-aufwärts bis in die Gegend von Valence. 869 nutzten auch die Sarazenen diese Gegend als Einfallstor für ihre Plünderung von Arles.
Im 14. Jahrhundert wurde die Kirche Notre-Dame-de-la-Mer zur Wehrkirche umgebaut, die noch heute steht, und seit dieser Zeit wurde der Name Notre-Dame-de-la-Mer gebräuchlich. 1448 entdeckte man (angebliche) Reliquien der beiden Heiligen Maria Kleophae und Maria Salome, die in der Folgezeit zu einem Marienkult führten, zu dem auch Gläubige von weiter her pilgerten. Während der Französischen Revolution wurde dieser Kult verboten und die Kirche teilweise zerstört (1873 restauriert).
1838 nahm die Stadt ihren heutigen Namen an. 1924 entwickelte dort der französische Künstler Hermann-Paul das Kreuz der Camargue.
Bis heute finden jährlich zwei Wallfahrten statt: die Wallfahrt nach Saintes-Maries-de-la-Mer am 24. und 25. Mai – diese auch zu Ehren der schwarzen Sara als Schutzheilige der Gitans (das sind hauptsächlich spanischstämmige Roma) – sowie Ende Oktober jedes Jahres erneut zu Ehren der Marien Kleophae und Salome.

### Bevölkerungsentwicklung
| Jahr                       | 1806 | 1851 | 1906 | 1926 | 1936 | 1946 | 1954 | 1962 | 1968 | 1975 | 1982 | 1990 | 1999 | 2006 | 2018 | 2020 |
| Einwohner                  | 783  | 1013 | 1439 | 1567 | 1564 | 1687 | 2207 | 2179 | 2244 | 2120 | 2045 | 2232 | 2479 | 2341 | 2157 | 2123 |
| Quellen: Cassini und INSEE |      |      |      |      |      |      |      |      |      |      |      |      |      |      |      |      |

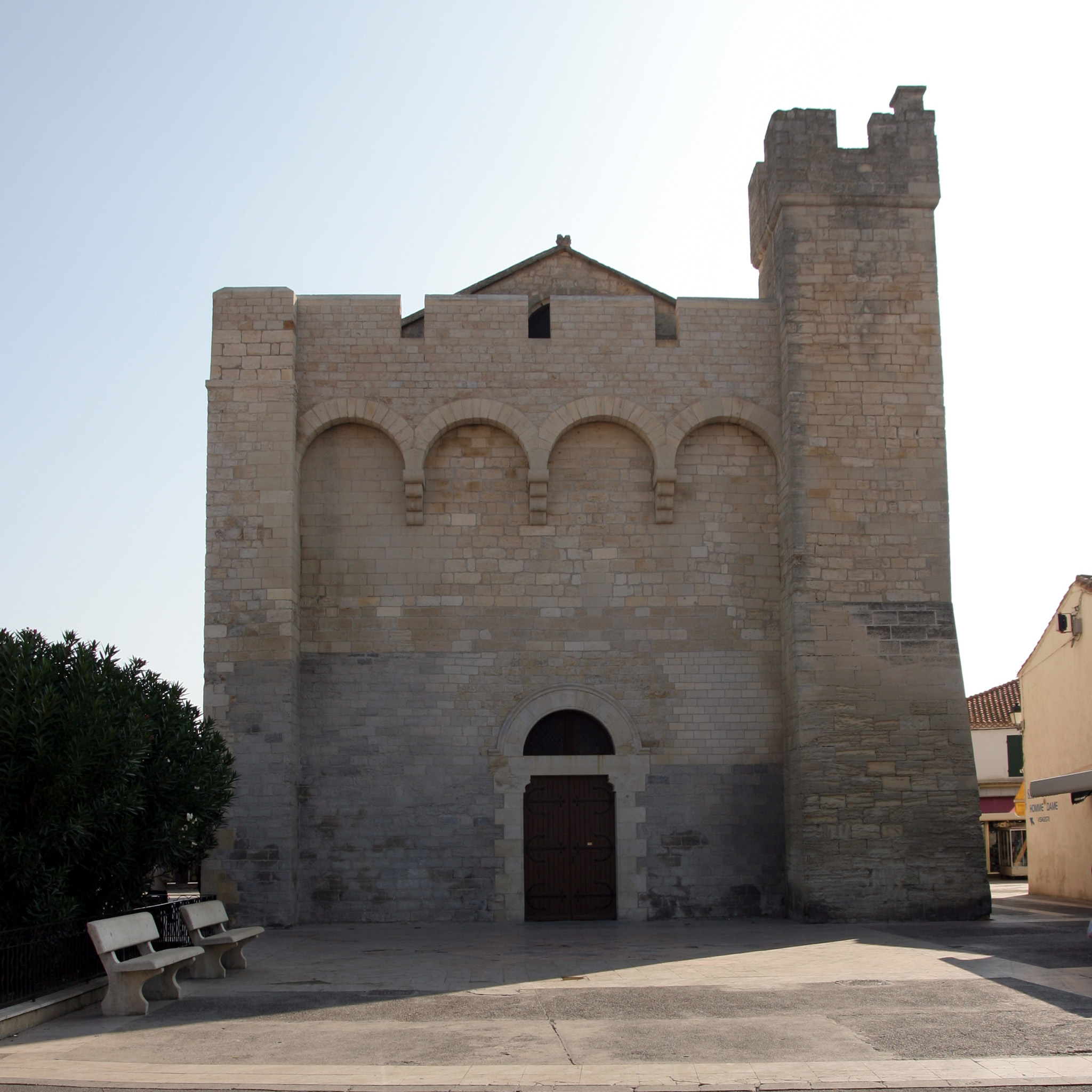
Die Kirche von Saintes-Maries-de-la-Mer
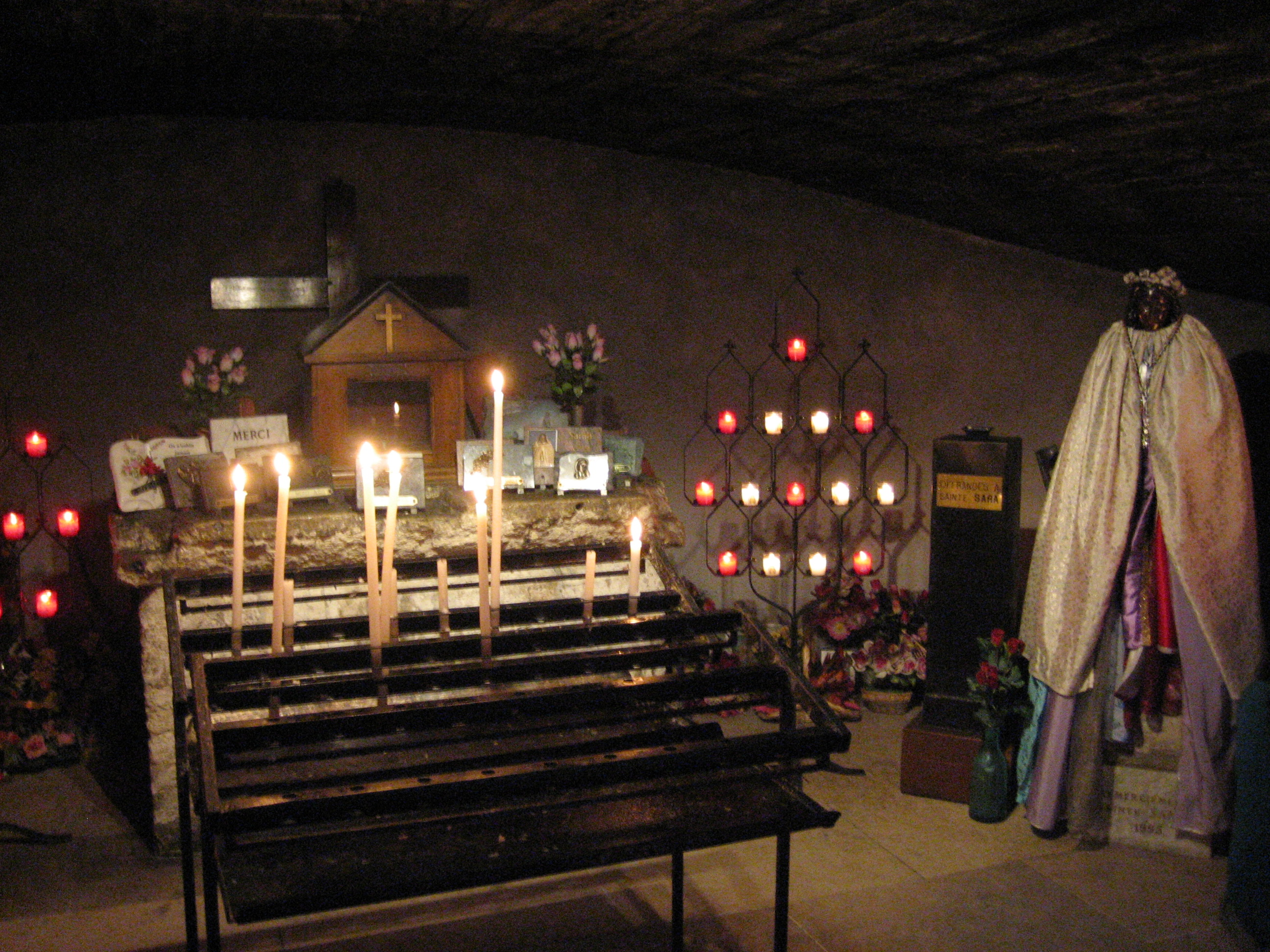
Reliquie der Sara
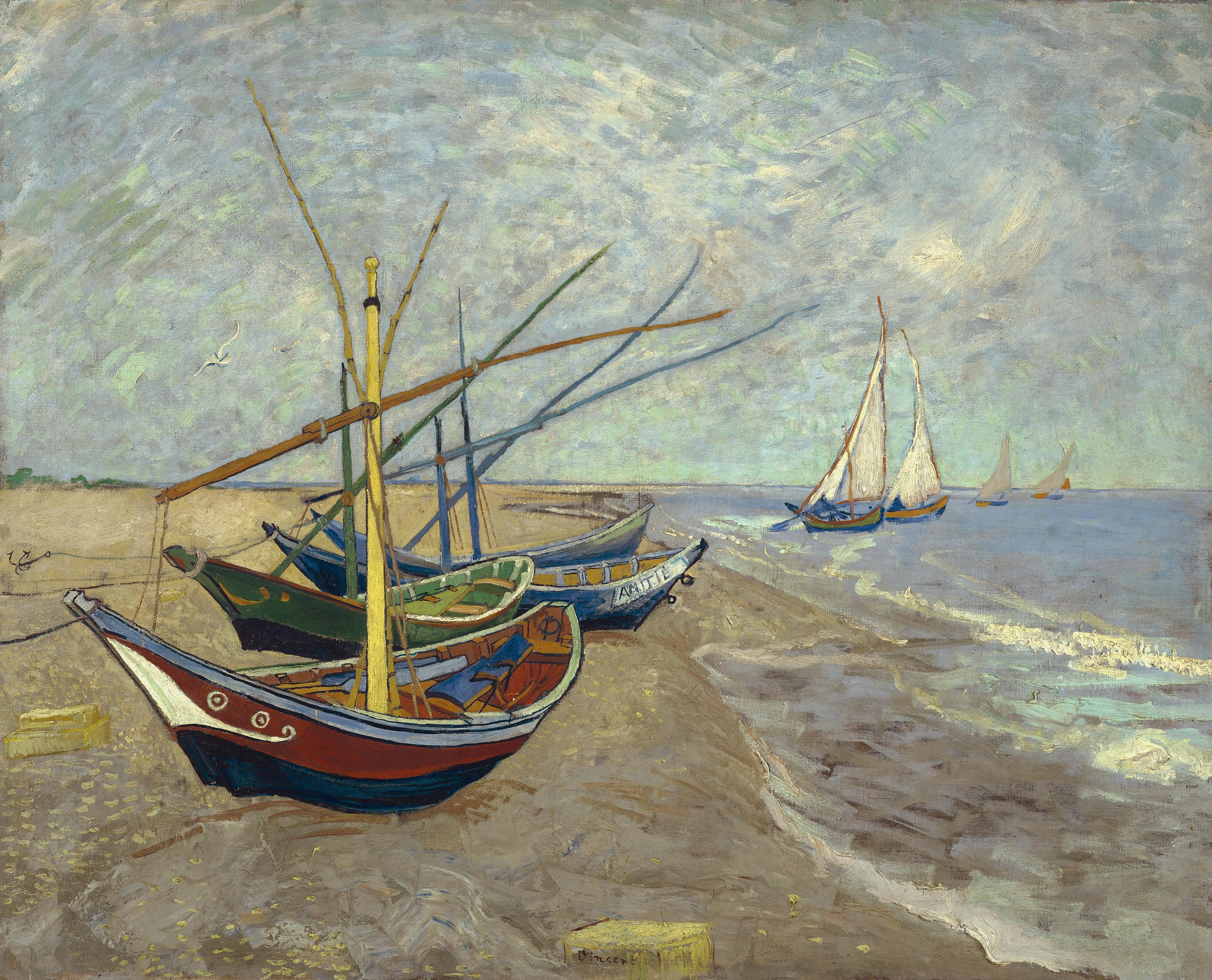
Van Goghs Fischerboote am Strand von Saintes-Maries

## Entwicklung im 20. Jahrhundert

Logo

Von 1900 bis 1960 wurden die sandigen Böden um Saintes-Maries-de-la-Mer, z. B. bei Pin Fourcat, vor allem für den landwirtschaftlichen Anbau von Wein und Reis genutzt.
In den 1950er/1960er Jahren wurde Les Saintes-Maries-de-la-Mer zu einem Geheimtipp der französischen neuen „Bohème“, bald auch der europäischen Beatniks, blieb zudem ein religiös bedeutender Ort für die Gitanes; in mancher Sommernacht entwickelte sich auf den Straßen und am Mittelmeerstrand ein spontanes Flamenco-Festival.
Wie es Geheimtipps oft ergeht, wuchs die Stadt zwischen 1936 und 1999 von 1.563 auf ca. 2.500 Einwohner an, und während der Sommermonate beherbergt sie ein Vielfaches davon. Inzwischen arbeitet dort praktisch niemand mehr als Fischer oder Bauer, die Einwohner leben vom Tourismus. So erlebt Saintes-Maries-de-la-Mer gegenwärtig einen weiteren Ausbau der entsprechenden Infrastruktur, der das ursprüngliche Gesicht der Stadt nachhaltig verändert (Bau von Appartementanlagen, eines Sportboothafens, Planung eines Hochgeschwindigkeitskurses für Windsurfer u. ä.). Durch das östlich des Ortes gelegene Naturschutzgebiet führt ein etwa 25 km langer Fußweg ins benachbarte Salin-de-Giraud.

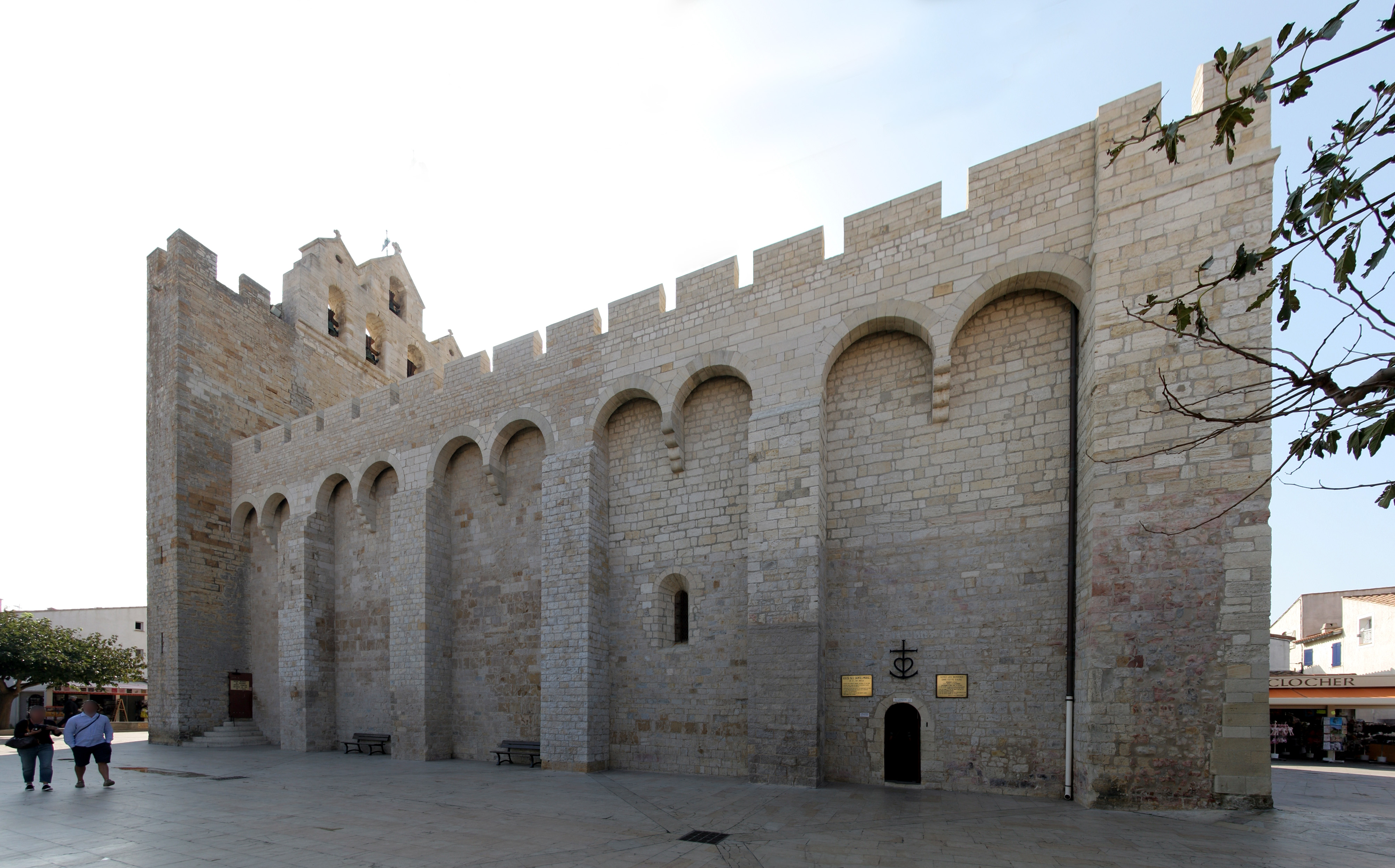
Kirche Notre-Dame-de-la-Mer
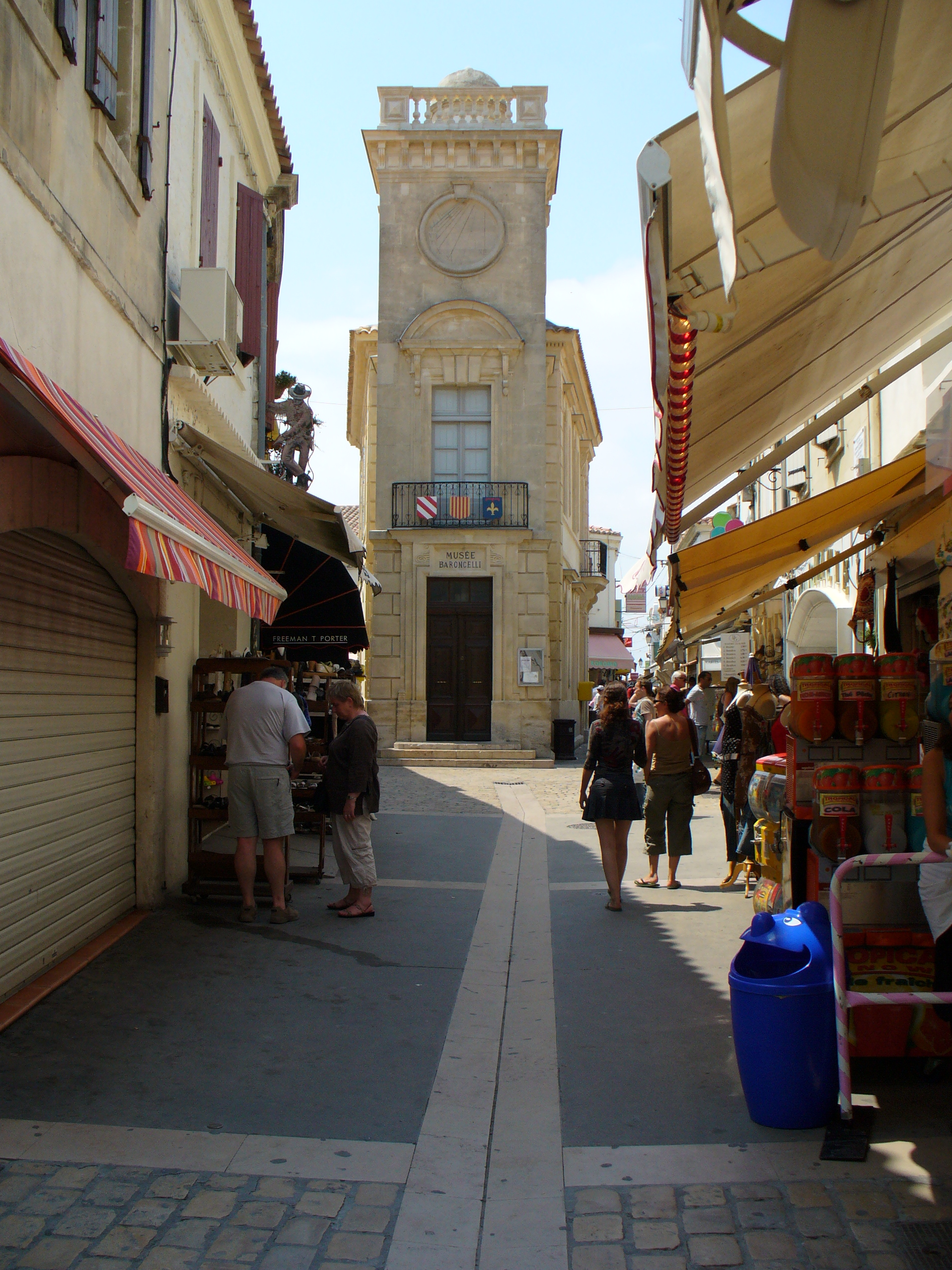
Baroncellimuseum
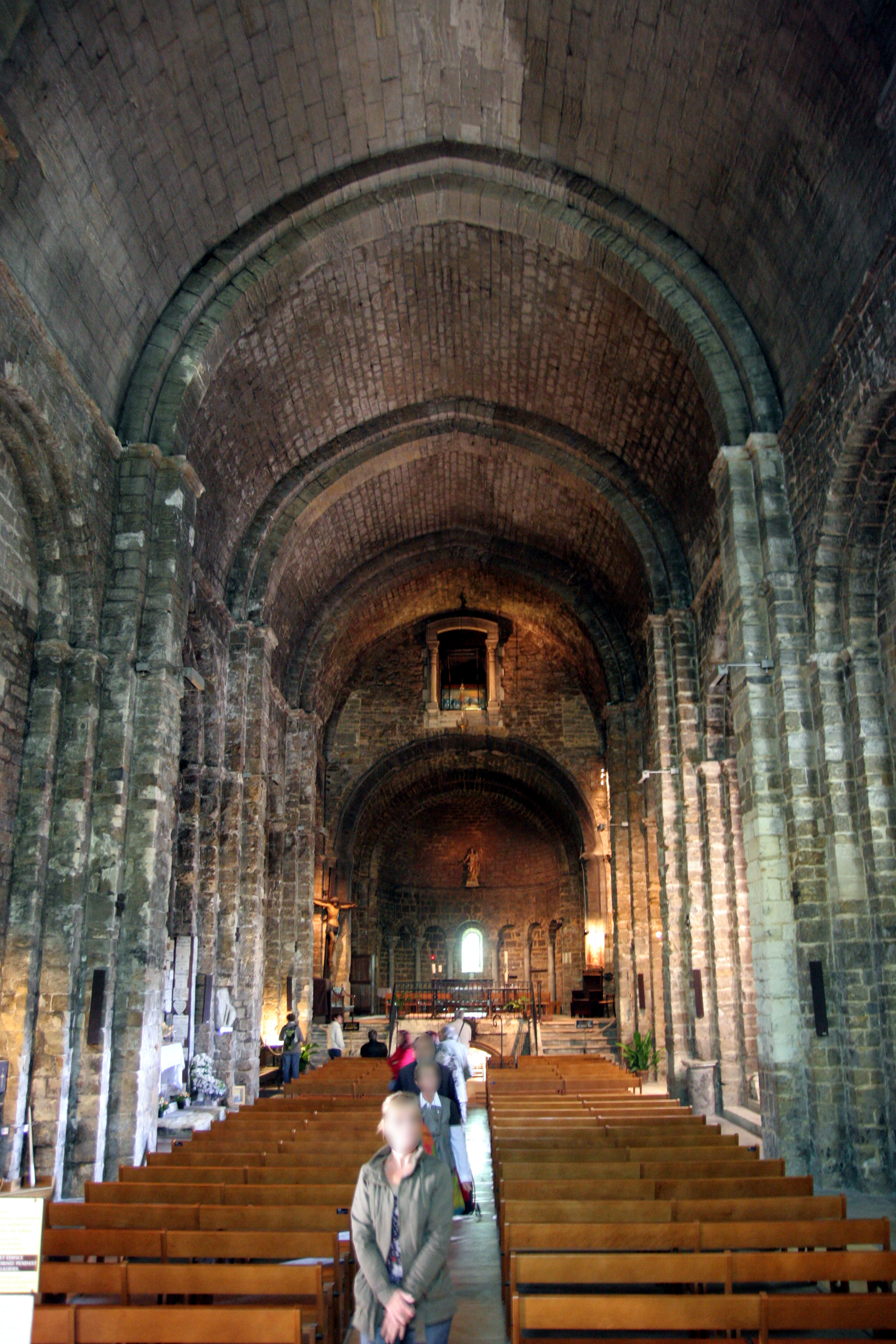
Inneres der Kirche Notre-Dame
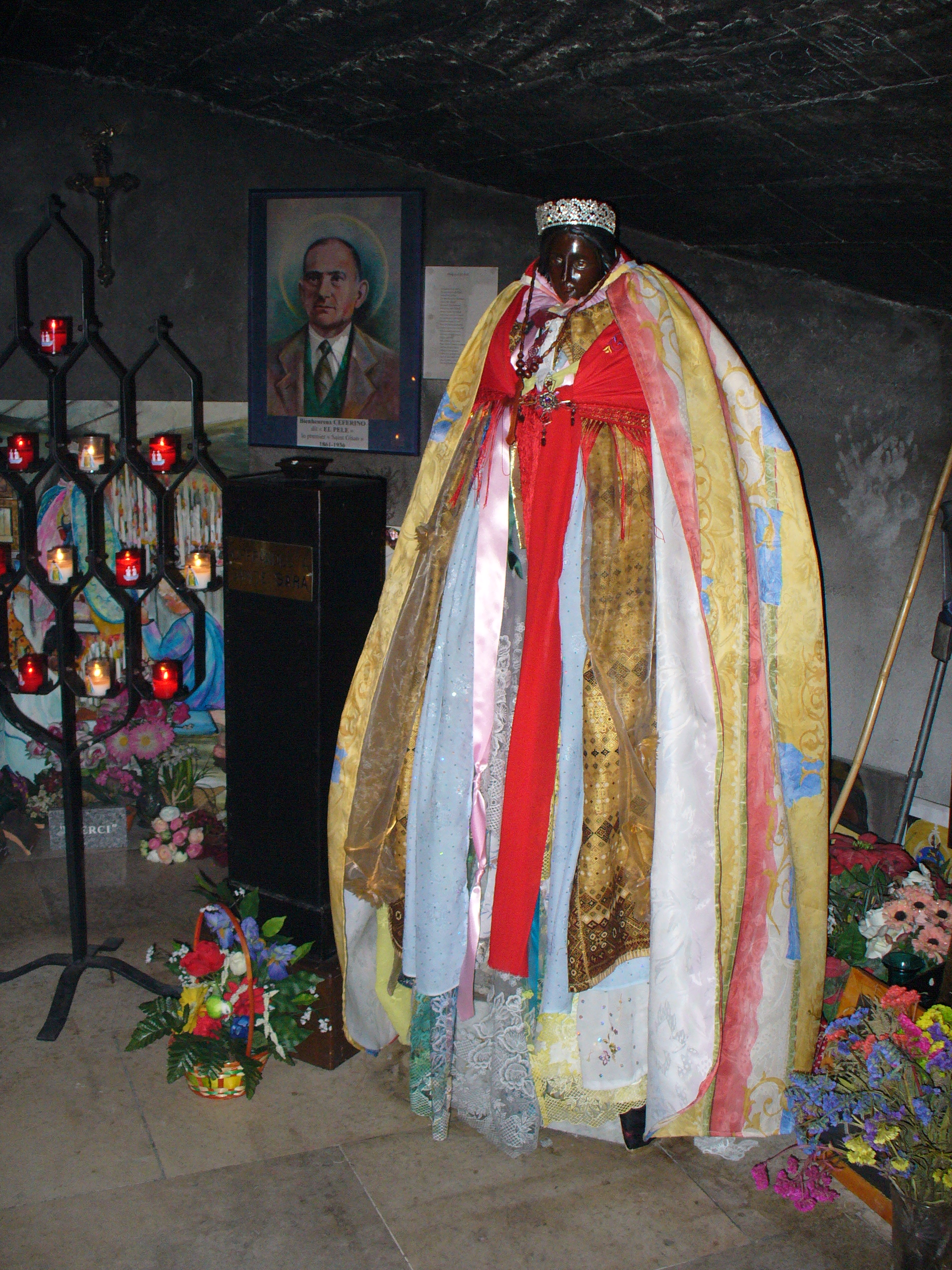
Die heilige Sara in der Krypta der Kirche Notre-Dame
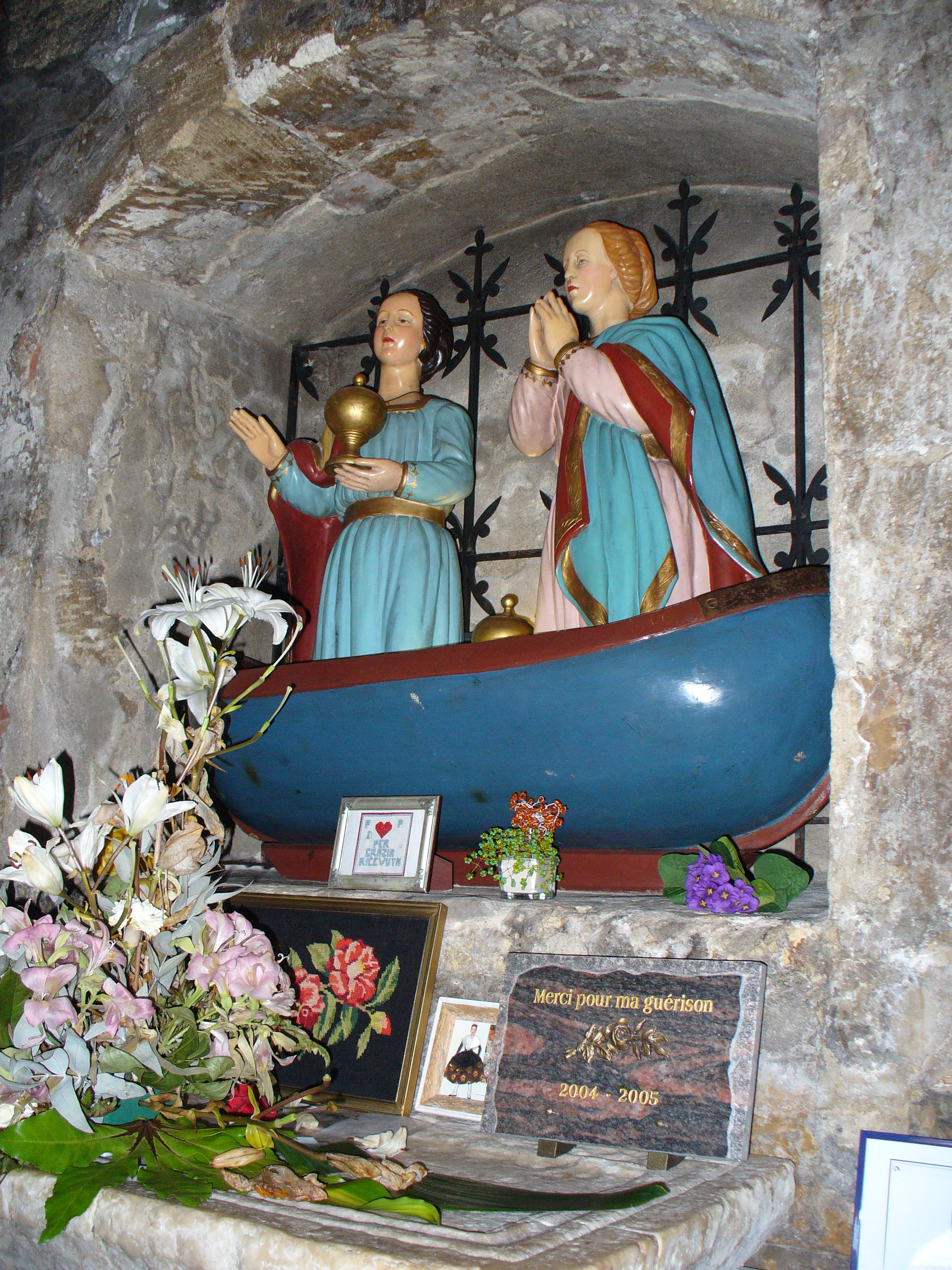
Die heiligen Marien in Notre-Dame-de-la-Mer

## Persönlichkeiten
- Vincent van Gogh (1853–1890), niederländischer Maler und Zeichner, war im Mai 1888 in Saintes-Maries-de-la-Mer, wo er unter anderem die Skizzen für das später angefertigte Gemälde Fischerboote am Strand von Les Saintes-Maries anfertigte.[2]
- Marquis Folco de Baroncelli-Javon (1869–1943), französischer Schriftsteller und Viehzüchter. Als einflussreicher Gardian ist er eine wichtige Figur in der traditionellen Lebensweise und Kultur der Camargue in Südfrankreich. Les Saintes-Maries-de-la-Mer ehrt Folco de Baroncelli-Javon mit einem Museum.

## Städtepartnerschaften
Saintes-Maries-de-la-Mer ist mit der italienischen Stadt Grosseto in der Toskana und dem spanischen Villamanrique de la Condesa in Andalusien partnerschaftlich verbunden.